# Xylobium flavescens
Xylobium flavescens är en orkidéart som beskrevs av Rudolf Schlechter. Xylobium flavescens ingår i släktet Xylobium och familjen orkidéer.
Artens utbredningsområde är Bolivia. Inga underarter finns listade i Catalogue of Life.